# Карпатия
„Карпатия“ (на английски: RMS Carpathia) е единственият кораб, отзовал се на сигнала за помощ от „Титаник“.

## История
В 3:30 ч. Карпатия пристига на координатите, подадени от „Титаник“, но за тяхна изненада, на мястото няма нищо – нито кораб, нито светлини, нито спасителни лодки. Нищо. В 4:00 ч. капитана на кораба – Рострън, нарежда спиране на двигателите. Всички от екипажа започват отчаяно търсене за някакви следи, останки и дори оцелели в тъмнината. Внезапно забелязват бледа зелена светлина, идваща от една от спасителните лодки. Пътничката от първа класа Елизабет Уолтън Алън е първата, качена на борда на „Карпатия“ в 4:10 ч. и потвърждава пред екипажа, че „Титаник“ е потънал.
Постепенно и другите лодки се доближили до лайнера и на борда са прибрани 700 души, повечето от тях в шок от това, на което са станали свидетели. Много от оцелелите жени вярвали, че техните съпрузи, бащи, дядовци и чичовци са спасени от друг кораб или са на борда на самия „Карпатия“.
Последната 12-а лодка пристига до кораба в 8:30 ч. и след 30 мин. последният спасен пътник на „Титаник“ вече е бил качен на борда. Останалите около 1517 души стават жертви на ледената атлантическа вода. Макар и да дават всичко от себе си те не успяват да стигнат преди кораба да потъне.